# 薫る花は凛と咲く
『薫る花は凛と咲く』（かおるはなはりんとさく）は、三香見サカによる日本の漫画作品。『マガジンポケット』（講談社）にて、2021年10月21日より連載中。
第6回みんなが選ぶTSUTAYAコミック大賞第2位、次にくるマンガ大賞2022 Webマンガ部門第6位、三洋堂書店コミックアワード「でらコミ！４」にて準大賞を受賞。2025年7月時点で累計発行部数は620万部を突破している。
メディアミックスとして、テレビアニメが2025年7月より放送中。

## あらすじ
1巻 - 6巻
高校2年生で、根は優しいが強面で高身長の紬 凛太郎は、馬鹿が集まる底辺男子校「千鳥高校」に通い、実家のケーキ店「Patisserie Plain」の店番を時々任されていた。そして、同学年ですぐ隣の「桔梗女子高校」に通う和栗 薫子は、店を手伝う凛太郎に密かに好意を抱き常連客になっていた。桔梗女子が千鳥を嫌う「溝の深さ」を痛感しながらも、凛太郎は薫子が何も気にせず会いたがる理由が知りたくなり、目が離せなくなる。
2人が各々の勉強会で訪れた図書館では、幼少期のいじめが原因で男性も千鳥も人一倍毛嫌いする保科 昴は、幼馴染の薫子が凛太郎と話し込む様子に焦り、彼を露骨に敵視する様子を目撃した友人の夏沢 朔や宇佐美 翔平と口論になる。同伴の依田 絢斗は静観していたが、薫子が謝罪してしまったことで余計に溝が深くなる。昴は薫子から凛太郎の印象を聞かされ後ろめたさを自覚しながらも、2人の関係に楔を打ち込む目的で身勝手なお願いをし、予想通りに断られる。罪悪感に苛まれた昴は薫子に謝罪し、その関係を受け入れる。
一方の凛太郎は薫子と昴のことを彼らに話せず苦悩していたが、事情を知るために尾行していた彼らに不良グループの襲撃から助けられ、翌日には一連の件でお互いに和解する。また、薫子のお願いで水族館でデートをした凛太郎は恋愛感情が強くなる。
6人での交流が増え、夏の海ではその場に居辛くしていた昴が薫子に励まされながら男性への苦手意識を打ち明け、それでも彼らと友達になりたいことを認められる。昴の笑顔が増える切っ掛けになった凛太郎は薫子に感謝され、逆に好意が抑えられなくなる。ついに本音を漏らし薫子を困惑させてしまったが、後日の夏祭りでは改めて告白し、正式に交際を始める。この時、凛太郎は薫子が会いたがる理由を初めて知ることになった。
7巻 - 12巻
凛太郎と薫子がデートを重ね、和栗家での挨拶が済んでいたある日、桔梗女子のクラスメイト4人にデートを目撃されてしまい、話を凛太郎から聞いた昴は友達として千鳥への誤解を解こうと顔合わせを企画する。2人の関係に興味津々だった柚原 まどかは忌憚なく参加を表明し、嫌な顔をしていた沢渡 亜由美・源 千紗・浅倉 すずかは気まずくなりたくない思いで渋々続く。その頃、凛太郎は薫子の大切な人になるために金髪を躊躇なくやめること表明し、白い目で見られると思い登校を怖がった薫子は涙する。
カフェでの顔合わせで皆が打ち解ける中、終始暗い顔をしていた亜由美は自身の強い劣等感などに耐えられず、突然飛び出す。それでも2人に励まされて我に返り、当初の予定に無かった焼肉で謝罪する。翔平と意気投合したまどかは修学旅行を前に6人の輪に加わり、交際について皆の理解を得られた薫子は紬家で凛太郎の彼女として挨拶する。
時はクリスマスイブとなり、凛太郎のケーキ店で7人は1日限りで繁忙期の手伝いに加わる。
13巻 - 18巻
皆が高校卒業後の進路を表明する中、絢斗はケーキ店の手伝いの最中に常連客に危害を加えたグループを目撃し、逃走を図った1人を取り押さえる。兄と同じ道を辿ると思い進路で悩み続けた絢斗は、ようやく警察官になる意思を固める。
年越し後に凛太郎の要望で7人で行ったテーマパークで、朔は昴からT大学を第一志望にしていることを明かされ、同日模試の対策で一対一の勉強会を主催する。模試の当日は中学時代に仲間割れをした飛鷹 怜央と思わぬ再会をしたが、2日目には昴の後押しもあり、中学以来の会話の末に和解する。朔と昴は、勉強会を機にお互いの距離が縮まっていることを自覚するようになる。
高校3年生になり、皆は夏の海まで動物園や神社を巡り、まどかを加えて1年振りに出向く。薫子よりも朔の進路を気にして落ち着かない昴は、海で彼に「安心する」と発言し、返事に困らせた様子から「密かに進展していた特別な関係」を皆に確信される。寝耳に水の一言に困惑した薫子は、幼少期を知る側として発言の目的を質問し、逆に恋愛や異性との距離感が分からない昴の疑問に答える。

## 登場人物
声の項は、特記がない限りテレビアニメ版の声優。

### 主要人物
作中では凛太郎と薫子を中心とした6人で交流するようになり、後にまどかを加えた7人になる。なお、連載前の三香見の設定では、最初からまどかを加えた7人で話を進める予定になっていた。
紬 凛太郎（つむぎ りんたろう）
声 - 中山祥徳 / 内田雄馬（ボイスコミック）
紬家の次男で、本作の主人公。 誕生日は1月28日で、千鳥高校の1年2組→2年1組→3年1組に所属する。金髪にピアスで、高身長（設定は190cm）かつ強面という典型的な不良の風貌のために招かれざる客が時に寄り、相手からも敬遠されがちだが、実際は優しい性格の好青年である。勉強が苦手で、試験では翔平と同じく赤点をよく取ってしまう。時々、自宅の1階にあるケーキ店「Patisserie Plain」の店番を任されることがある。
小学生の時には友達がおらず、風貌が原因で実家のケーキ店が似合わない趣旨の陰口を叩かれ、何事もすぐ諦めがちで自己評価が低い壁のある人物と化す。中1の時には見兼ねた杏子に連れられ訪れたケーキ店「Patisserie Noisette」の店主に憧れ、金髪とピアスの外見になる。小学校の時から知る人は「突然金髪になった」と公言しており、当時から誰かと喋っている様子が無い程近付かれていなかった。
高1には補習や文化祭を機に朔・翔平・絢斗と親しくなり、高2に店の常連客である薫子と出会う。顔を見て店を突然飛び出した後も、風貌や千鳥であることを少しも気にせず会いたがることや、桔梗女子の特待生であることを知るうちに、自身も交流したい気持ちが芽生える。一方で、不良グループの襲撃による額の傷や、校門や図書館での一件の後も密かに薫子と交流している理由を正直に話せず朔と摩擦が生じていたが、再度の襲撃後に事情を理解され、皆と和解する。勉強会のお礼で行った水族館のデートでは、美佳の一言で恋愛感情が強くなっていることを自覚する。
夏休みは店の手伝いや、漫画や動画を見ることで漫然と自宅に籠りがちになっていたが、6人での交流が増えたことで通信アプリのグループトークを作成する。夏の海では昴のことで薫子にお礼をされ、さらには勉強をすぐに諦めなくなった事情から「笑顔を絶やさず勇気や元気をくれる大切な人」として一緒に居たい気持ちが抑え切れず、好意を不意に呟き困惑させてしまったが、直後の夏祭りでは改めて告白し、彼氏として正式に交際を始める。この時に、薫子が会いたがっていた理由を初めて知らされる。
洸介の強い要望で和栗家での挨拶が済んでいたある日、亜由美らにデートを目撃されてしまい、薫子が千鳥と交流していることに大した弁解ができなかった不甲斐なさに苛立つ。すぐに薫子が白い目で見られる（何があっても平気なふりをして相談しない）可能性を危惧して昴に相談し、辛いことが多くても笑顔を絶やさない薫子には「金髪以上に大切なものができたこと」と「弱音を吐いてもいいと思える人になりたいこと」を表明し、金髪を躊躇なくやめた。その後の昴の提案による桔梗女子との顔合わせでは、強い劣等感により突然カフェを飛び出した亜由美を励まし、感謝される。
高2の夏に昴から内緒で教えられた薫子の誕生日を切っ掛けに、時に疲労困憊になりながら圭一郎の指導の下で度々ケーキ作りに邁進し、渡すことに成功する。特にパティシエを目指しているわけではなかったが、朔や昴の誕生日などにも振る舞い、皆の喜ぶ顔が忘れられなくなった一方で、薫子からバレンタインデーに渡されたチョコマフィンのようにケーキ作りで苦労した経験が少なく、圭一郎らと技量を比較して悔しさが勝るようになったため、高3には正式にパティシエを目指す。
各々が進路を決める中、宇佐美家での勉強会では昴が朔の進路を内緒で聞き出そうをしたことを不可解に感じる。昴に勉強会を主催した件は朔から直接聞かされており、当初の険悪な状態から特別な関係にまで発展していない様子に「考えすぎ」として思い過ごそうとしたが、1年振りの夏の海では2人の様子からついに確信させられ、朔に何か聞かれるまで昴の気持ちなどを敢えて静観する。
和栗 薫子（わぐり かおるこ）
声 - 井上ほの花 / 和氣あず未（ボイスコミック）
和栗家の長女で、本作のヒロイン。誕生日は7月22日で、桔梗女子の1年A組→2年A組→3年A組に所属する。凛太郎が中学生と間違える程小柄（設定は148cm）で、普段は緩いウェーブの長髪にカチューシャを身に着けた姿が多く、外出時は三つ編みや伊達メガネの場合もある。幼少期はショートヘアで、中学時代はツインテールにしていた。「食事処 すずめ」の看板娘で、好物のケーキ代を稼ぐためにバイトをしている。食事を美味しそうに食べ、ホラー映画などの怖いものを苦手とする。
何事にも真っ直ぐで笑顔を絶やさない天真爛漫な性格で、悩みを抱えて辛そうな友人をよく元気付ける。人に対して壁が無く、凛太郎の風貌や千鳥であることを少しも気にしない稀有な人物である。一方で、自身に辛いことがあっても無理に平気な顔をすることや、少しも弱音を吐かず抱え込むことがある。
桔梗女子にはお嬢様としてではなく、一般家庭の特待生として遥介に我儘を言って入学したため、その資格を剥奪されないことや、自身のプライドのために常に成績1位を保つ。特に高飛車な様子もなく、亜由美らには勉強を教え、誕生日会を開いてもらえるなど慕われている。
高1では特待生であるために、周りに浮いた印象を持たれ通学したくない気持ちがあったが、幼馴染の昴に支えられる。その年の12月には楓子が再び倒れ辛い時期を過ごしていたが、雪の日に凛太郎の実家のケーキ店にたまたま立ち寄り、ケーキを食べて涙を流していた時に凛太郎に励まされる。やがて店のケーキを嗜みつつ、再び話をしたい一心で常連客になり、顔を見れず諦めていた高2のある日、ケーキを大食いしていた時に再会する。あまりに驚き赤面して店を飛び出してしまったが、それでも話をしたい気持ちが抑えられず、翌日には杏子を通じて呼び出し、ようやく実現する。帰りに不良グループの襲撃から庇った凛太郎が負傷し落ち着かなくなっていたが、さらに翌日の校舎越しにはたまたま目が合ってしまい、強い恋愛感情を自覚する。
より親密になろうと千鳥の校門の前で凛太郎を出待ちするも、桔梗女子を良く思わない翔平に威嚇され、亜由美とすずかに連れ戻されるなどの「溝の深さ」を痛感させられる。それでも彼への好意を一切曲げずに一対一の勉強会などで会い、不良グループの再度の襲撃後には凛太郎と昴も助けた朔や絢斗とも打ち解ける。水族館や勉強会などで交流を深め、夏の海では凛太郎に昴の笑顔が増える切っ掛けになったことを感謝する。その時に彼が不意に呟いた自身への好意を聞き赤面してしまったが、夏祭りでは再び告白された時には「辛い時期に元気や勇気をくれた人」として、正式に彼女になる。
交際が進む中、亜由美らに凛太郎とのデートを目撃され、親しい間柄でありながら嫌な顔をされる。この一件を機に金髪をやめる意向を表明した凛太郎には、彼の「大切な個性を奪う」と戸惑いながらも理由を受け入れ、校内で白い目で見られると思いその日の登校が怖くなった（普段より遅れた）ことを明かして涙する。顔合わせでは、突然カフェを飛び出した亜由美を凛太郎に続いて励まし、その翌日には交際について皆の理解を得られる。
凛太郎が金髪をやめた時、交際中であることを知らされた杏子から紬家に招かれ、好きになった経緯を明かす。いつも優しくされていることで好意が底無しになり、年越し後にはまどかの追及でクリスマスでの出来事を桔梗女子の面々に話して驚愕される。
高3になり、凛太郎には誰よりも早く産婦人科医を目指していることを明かす。洸介が産まれた時の光景や雰囲気が忘れられなかった一方で、楓子が倒れて搬送される忌まわしい光景が焼き付き「命を扱う恐怖心」で躊躇していたが、凛太郎に背中を押され意思を明確にする。
幼馴染の昴とは、公園で男子3人にいじめられているところを助けた時に知り合う。桔梗女子では行動をよく共にしており、高2では（自身を心配したためとは言え）図書館で凛太郎らを露骨に敵視した不躾な態度や、彼に薫子と二度と会わないよう身勝手なお願いをした罪悪感による自己否定など、あまりの見苦しさに我慢できず苦言を呈することもあったが、和解後の夏の海では彼らとの交流のお陰で心を閉ざす様子が無くなり、本来の人柄や笑顔を取り戻していることを凛太郎に感謝する。その冬には朔と一対一の勉強会や同日模試に出掛けた進歩に感動していたが、高3での1年振りの夏の海では彼に「安心する」と当たり障り無く発言したため、異性に極端に距離を詰めている様子に困惑する。険悪な状態から一転して彼を信頼する気持ちを理解したものの、いじめが原因で異性との接し方や距離感が分からず、昴の笑顔が彼の優しさや痛みで保たれていることに嫌な予感がしたため、発言の意図を「友達としてか異性としてかどうか」について考えさせ、無自覚に他人を傷つけて後悔などをしてほしくない（自身を卑下する「泣き虫昴」を見たくない）ために困らせる覚悟で質問する。昴からの質問には「朔が異性として好きな人（片想い）の可能性」を伝え、凛太郎への愛情表現までうっかり披露する一幕も見せたが、少なからず理解を得られる。
宇佐美 翔平（うさみ しょうへい）
声 - 戸谷菊之介
宇佐美家の長男で、千鳥高校では1年1組→2年1組→3年1組に所属する。赤っぽい髪色が特徴で、学ランの下に山吹色のパーカーをよく着込み、外では赤いスニーカーを愛用する。通信アプリのグループ名を勝手に「赤点回避」にする程勉強が苦手（赤点を取ったことがない朔の不満の一つ）で、居眠りもよくある。彼女が欲しいと思っており、女性に危害を加えることは認めない。隠し事が苦手なために思ったことが口に出やすく、空気が読めないところが多いものの、友人思いで交友関係が広く、人と人を繋ぐムードメーカーのような存在で、凛太郎とは高1の補習から親しくなる。家庭内では空と舞の世話に忙しいが、面倒見は良い。
千鳥が桔梗女子に嫌われているため関わらないようにしていたが、高2になると薫子や昴らの言動が癪に障り、思わず血が昇ることもあった。しかしながら、凛太郎がその後も密かに薫子と交流していた理由を話さず落ち着きが無かったため、真相を知るべく朔と絢斗も連れて尾行する。薫子と昴に会っていることに腰を抜かしてしまうが、凛太郎が「（盗み聞きだが）隠し事をしたくないこと」を理解する。直後には不良グループに襲撃された彼らを発見し、昴に危害を加えた1人を退け、翌日には皆と和解する。
皆と交流を深め、凛太郎が薫子への好意が強いことを見抜く。夏の海の後から正式に交際を始めた時には、念願が成就したことに気分を良くしていた。2人のデートが亜由美らに目撃された直後には「誰かが悲しむと皆が悲しくなること」を薫子に話し、悩みを抱え込まないように諭す。顔合わせでは、校門での一件で嫌な顔をしていた亜由美とすずかに大声を出したことを謝罪する。千鳥の文化祭の映像に興味を示したまどかとは意気投合し、グループトークに加える切っ掛けになる。
将来の進路は高2の地点で「高校生（事実上の留年）」と周囲に堂々と公言していたが、高3の実家での勉強会では皆に何も発表できずに焦りを感じる。また、凛太郎と薫子の時と異なり、朔と昴の関係の変化には何故か気づいていない。
依田 絢斗（よりた あやと）
声 - 石橋陽彩
依田家の四男（末っ子）で、千鳥高校では高1から翔平のクラスメイトになっている。おかっぱ気味の髪型とアホ毛が特徴で、音痴である。平和主義者で喧嘩を好まないが、腕っぷしは異様に強く、無意味に誰かが一方的に傷付けられることが許せない。人当たりが良く、桔梗女子を煙たがっていない。時たま何故か怖い顔や、母親のような一面も見せる。幼少期は恐竜を飼うことが夢だった。
将来は省吾に憧れて警察官を目指し、当時の採用試験の問題集を持ち続けていたが、職務に心が折れて突然退職していたため、二の舞になる可能性が頭を過ぎり自信を無くす。意思が揺らいだが、問題集はそれでも捨てられなかった。
高1では、朔が高3の集団に因縁を付けられ、仲裁が上手くいかず殴られそうになった時に反撃し、1人で制圧する。目標を諦めていたが、朔に感謝されたことで諦めきれなくなった。
高2になり、薫子が関与してから様子がおかしい凛太郎を不審に思う朔には、理由を「言いたくない」と初めて自身の感情で伝えたことに納得させる。翔平に連れられ朔と尾行した時には、薫子と昴も不良グループに襲撃されている現場に居合わせ、彼らを逃すと同時に1人で制圧し、翌日に皆と打ち解ける。薫子との付き合い方で悩む凛太郎から初めて相談を受けた時には、異性と付き合う意味を「よく分かんない」と返してすっきりさせ、2年連続で文化祭の実行委員を任されるなど、頼もしい存在となる。顔合わせの前には、薫子に「凛太郎とのデートの件が桔梗女子で広まっていた可能性」を危険視し、友達として嫌な思いをしてほしくないために「彼が昴に連絡して難を逃れたこと」を敢えて忠告した。
その冬には飲食店への就職を公言していたが、凛太郎に当時の問題集の存在に気付かれ、警察官を目指すか怖がっていることを話す。繁忙期の凛太郎のケーキ店では手伝いに参加したが、自身の仕事に対する熱量の低さを痛感し、厨房が忙しい様子に飲食店で働けない懸念も生じる。進路での考え事が多いあまりに、顔色が悪い姿をまどかに見られ心配されたが、その最中に母の誕生日に渡すケーキを買いに来た常連客の兄弟が財布を取り上げるグループに捕まっている様子を目撃する。警察官になりたい意思を捨て切れていなかったため、助けを求めた弟の思いに応え、自ら通報した警察官を前に逃走しようとした1人を咄嗟に投げ飛ばす。杏子に心配こそされたが、圭一郎には感謝される。また、店員から仕事の話を聞き、省吾が退職を後悔していないことを知って迷いが消え、警察官を目指す意思を固める。
高3の夏の海では、朔と昴の特別な関係を確信させられ驚愕したが、凛太郎と同じ理由で静観する。
夏沢 朔（なつさわ さく）
声 - 内山昂輝
夏沢家の長男で、千鳥高校では高1から凛太郎のクラスメイトになっている。誕生日は8月21日で、姉と妹がいる。髪が長めで右眼が度々隠れており、女性にイケメンとして見られることがあり、グレーのカーディガンを着込む。ドーナツが好物で、小説をよく読む。かつては進学校である小手鞠高校を志望しており、学力や成績は桔梗女子の参考書を難なく解く程優秀で、理系が得意なようである。クールな性格かつ負けず嫌いだが、口下手なためか素直になりきれないことが多い。仲間を敵視した相手には嫌味が容赦無いものの、後述の通り「舌禍」として自身を精神的に苦しめる場合がある。
中学時代は普通の公立だったが、勉強の出来の良さに天才などと持て囃され、次第に白い目で見られる。中3の時のクラス替えからは学内の成績が万年2位の怜央に中間試験で勝負を挑まれ、共に小手鞠を志望していたために余計にくっつかれ面倒に感じていたが、お互いに教え合うことで周囲の目を気にしなくなっていた。しかし、常に好成績で努力と無縁な状態であったために、彼が成績不振に陥った時に勉強好きな姿勢を「理解できない」と一蹴してしまい、その強い反発として嫌味をぶつけられたためについに口を聞かなくなる。この時の苦悶に満ちた表情が長年頭から離れず、相手に線引きした感覚や学校生活に嫌気が差し、高校は分け隔てなく誰にでも接する様子をたまたま目撃した千鳥に変える。
高1の時は、文化祭の居残り作業の理由を翔平に話せず不穏な空気が漂っていたが、その後は凛太郎や絢斗にも理由（高3によるサプライズ企画が原因とする口止め）を明かし、誤解を解く。また、勉強会で凛太郎と翔平の赤点を何度も回避させることに協力する。
高2では、勉強会のために訪れた図書館で彼らを露骨に敵視した昴の言動に虫酸が走り嫌味を返したが、容姿などを本気で貶してしまったことで凛太郎に止められる。中間試験ではスポーツ大会に参加させるべく凛太郎と翔平の赤点を回避させたが、凛太郎に至っては薫子も関与していることに気付き、額の傷の理由が一向に明かされず不審に思う。それでも凛太郎のお陰で千鳥に馴染めたため、何らかの事情があると考え力になりたい気持ちだけは変えず、絢斗に宥められる。翔平に連れられ絢斗と3人で凛太郎を尾行した際には、彼らを不良グループの襲撃から助けた後に事情を理解し、凛太郎と昴にそれぞれ謝罪した末に和解する。
夏の海では昴が皆と馴染めず居辛くしている様子をいち早く察し、友達として認める（食べたがっていたドーナツを序でに差し入れる）。常に後ろを歩き暗い顔をしていたためか、この頃から昴の様子を気に掛けるようになる。桔梗女子については普段から煙たがっており、前述の昴の言動には不快感がなかなか収まらず「あいつに馬鹿にされるお前らが悪い」と翔平に漏らしていたが、和解後に辛いことがあっても前を向こうとする姿に、その時に悲しい顔までさせた罪悪感で自分を責めるようになる。自身の誕生日会では昴が男性に苦手意識があった可能性を薄々感じていたことも明かし、自分を責めず暗い顔をしないよう励まされる。顔合わせでは、千鳥に敢えて進学した経緯を翔平から突っ込まれたことで初めて公表し、自身と逆に人と仲良くできる亜由美にその長所を伝える。
大学への進学を志望しながらも、何をすべきか分からず漠然とする中、年越し後のテーマパークで「T大学への進学を冗談半分で勧められていること」を昴に話すと「第一志望」と明かされ、模試の対策として一対一の勉強会を主催する。薫子が主催したファミレスでの勉強会で絢斗から教え方が「下手」だと突っ込まれ、さらには薫子と昴を解説で困らせてしまったため、先生の教え方を長く観察した末に相手の目線に立って教えることを試す。また、昴が女子大学ではなく敢えて共学のT大学を受ける意向（荒療治）に「前に進む勇気を出せる人」と好意的に捉え、自身も受けようと話した時には一緒に行けることに「安心する」と告げられるが、当日は会場で怜央との思わぬ再会に落ち込み、謝罪する機会を何度も逃していることを昴に経緯を聞かれて励まされる。2日目にも居た怜央とは、中学以来の会話で関係を壊したことを謝罪され、ついに和解する。勉強会を切っ掛けに昴には何らかの好意を自覚するようになるが、勉強の邪魔をしたくない気持ちや、勝手に惹かれただけだと思っている心境のためか、口を固く閉ざすことにしている。
しかし、高3になると昴に自身の進路を気にされ、夏には「気になる異性」として好意を隠し切れない様子を滲ませる。1年振りの夏の海では特別な関係を皆に確信され、彼女には「友達が居ない場所（大学）でも安心する人を見つけられること」を告げるが、適切な返事に困り突き放す印象を与えた可能性に逡巡する。
保科 昴（ほしな すばる）
声 - 山根綺
薫子の幼馴染かつ桔梗女子のクラスメイトで、誕生日は11月19日である。普段は腰までの長い銀髪と上げ気味のポニーテールで、前髪は右目を隠すように垂らす。稀に髪をバンスクリップで留めることや、一切結ばないストレートの場合もある。高校生に見えない容姿端麗さと長身（設定は172cm）で目立つために、外では見ず知らずの人物に声を掛けられそうになりやすい。カフェに詳しく、自宅でもコーヒーをよく嗜み、朔と同じくドーナツを好物とする。翔平が思わず「音痴」と突っ込む程に運動や機械の操作が苦手で、通信アプリはメッセージよりも通話が多い。暑がりでバテやすく、夏場はバケットハットを被ることもある。人付き合いが得意ではないため、初対面の人の前では緊張で震えやすい。
本来は薫子が「いい子」と認める程の人想いの優しい性格で、幼少期には雲梯にぶら下がる薫子を怒らず心配した時や、小学生の時に薫子の誕生日会に用事で参加できなかった時には大泣きしていた。しかし、銀髪が原因で男子3人にいじめられたことで男性への強い苦手意識を抱え、男性を「平気で女性を傷付けることに気付かない存在（野蛮な人）」と見なし、人一倍毛嫌いする。この時に泣いてばかりの自分を助けた薫子を「英雄（ヒーロー）」として慕い、高1では特待生であるために浮いた印象を持たれる彼女を孤立させないための支えになる。それ故に和栗家とは付き合いが長く、全員と面識がある。
千鳥と関わると「学校の関係者に印象が悪くなること（特待生は尚更）」を危惧する。高2のある日、勉強会で訪れた図書館で薫子が凛太郎と話し込む様子に焦り、強面かつ露骨な態度で威圧し嫌な顔をさせてでも無理矢理連れ戻そうとしたが、居合わせた朔や翔平と口論になり、校門での一件が引き金と感じた彼女が謝罪してしまう。また、凛太郎が朔の嫌味を打ち切らせ、薫子から人柄を知らされたために、男性に対する悪い価値観への違和感や後ろめたさを自覚する。
その後は凛太郎を薫子との勉強会の帰りにたまたま発見し、連れ込んだ喫茶店で今後薫子に会わないよう「事実上の絶交」を彼女に嫌われる覚悟でお願いする。彼女が桔梗女子に入学した苦労を知る一方で、その時に笑顔も見ていたために自己矛盾を抱えた正しくない方法（彼に会いたがる側にとっては背信行為）として良心との呵責があり、強面な態度から一変して心苦しい様子を見せる。彼を「悪い人ではない」と確信して図書館の一件を謝罪したが、お願いは予想通りに断られ、特に反発もせず遣る瀬無い思いを抱えたまま受け入れる。このやり取りを何も知らない薫子を見て沈黙しようとしたが、精神的に楽になろうとした自分自身を「狡い人間」に感じ、次第に強い罪悪感に苛まれる。
双方の気持ちを斟酌しなかったためについに心が折れ、薫子には身勝手なお願いの件を苦しそうに謝罪する。背が伸びても、彼女を真似て身嗜みを短髪から長髪にするなどしても「精神的に脆い泣き虫のまま（慰められてばかり）」でお願いの目的が見抜かれ、さらには心配を掛けさせたために意図しない謝罪までされ、彼女を思った行動が保身に走っただけの「ただの迷惑」に感じ強い自己嫌悪に陥ったが、高校に居辛い時期に支えてくれた友人として自分自身を否定しないよう励まされる。同時に凛太郎への好意の強さを認め、恋路を応援する。彼に話を申し込まれた時には、彼女と学校から遠くで会うことや、自身から彼と友達になろうとお願いをし、態度や認識を改める。薫子を交えた話し合いでは、彼女に彼らと友達になろうとした勧めもあり、当時の一件を謝罪する意向も表明する。直後には彼らによって不良グループの襲撃から助けられ、翌日に薫子とお礼を述べると共に当時の言動を「最低だった」と認めて深く謝罪し、和解する。この件をあまり気にしていない翔平からは、仲良くなろうと交流を促される。
薫子の付き添いで彼らと交流を続け、夏の海では苦手意識を引き摺っていたために皆と馴染めず居辛くしていたが、彼女に背中を押され胸中を打ち明ける。自身に固着した悪い価値観を壊してもらえたことや、温かい人になる意思で苦手意識と向き合いながらも、少しも面倒な顔をせずに接する厚意に応えたい気持ちで友達になりたいことを認められ、彼らには心を許し笑顔を見せる。この時からいつも自身を気に掛けてくれる朔には、誕生日会にて当時の嫌味で未だに自分を責めていることを明かされ、口論を引き起こした後悔が消えない側（本気で嫌味を吐かせた原因）として「お互い様」と宥め、暗い顔をしないよう励ます。
凛太郎と薫子の正式な交際が嬉しくなり、自身の価値観を変えた彼女に何かあった時には、千鳥と交流する桔梗女子として（「過保護」の自覚はあったが）唯一の味方になることを心に留める。2人のデートを亜由美らに目撃され、大した弁解ができず手詰まりになった凛太郎からは真っ先に相談を受ける。友達として千鳥への誤解を解きたい思いでカフェでの顔合わせを提案し、彼らには企画を感謝される。何とか成功に終わり、皆に信頼されるようになったことで、自身の誕生日にはサプライズとして凛太郎らにケーキなどのプレゼントが用意された。2学期の期末試験の慰労会（カラオケ）では、中学時代から学校問題に強い弁護士を目指していることを公表した。
年越し後のテーマパークでは、朔から出た自身の第一志望であるT大学の話に咄嗟に反応し、その模試の対策として一対一の勉強会の提案に乗る。この勉強会を機に朔との連絡が増え、会場に単独で行くことが心細かったために「安心する」と通信アプリのメッセージにも発するようになる。現地で会った怜央の件では、自身を友達として認めて前を向かせ、当時の嫌味を謝罪した姿勢を無下にしてほしくない思いで励まし、最終的に和解したことに安堵する。
高3では他人の進路への口出しを避けようとしながらも、付き合いの長い薫子を差し置いて朔の進路を気にし、宇佐美家での勉強会では凛太郎から内緒で聞き出そうとして勘付かれた（結局は彼に直接聞くよう促される）が、直接聞いても明言されず表情を曇らせる。
桔梗女子のクラスメイトには、男性への苦手意識や薫子の付き人のような様子から「薫子一筋」と突っ込まれる一方で、前述のいじめが原因で男性を恐怖と嫌悪の対象として忌避していたために、皆が楽しそうに話す恋バナに一度も共感できず、反応が素っ気ない遠因と化していた。しかしながら、勉強を嬉しそうに教える朔には特別な距離感を感じるようになり、1年振りの夏の海では朔に「あなたがいるのは安心するから」と当たり障り無く発言したために特別な関係を皆に確信され、困惑した薫子に真剣な顔で質問される。恋愛に縁遠い人生で「友達の好き」と「異性の好き」の違いや「異性への特別な感情」が理解できず混乱したが、彼への気持ちが浮ついた状態を「恋ではない」と薫子に話し、凛太郎を好きになった経緯や質問の意図を聞く。異性との接し方を意識する上で、彼への発言が「特別な異性に発するような言葉に聞こえたこと」を理解し、その面々と同じような表情や愛情表現を無意識にしていた可能性に、男女の話で初めて赤面する。大切な友人として認めた千鳥の4人の中で、彼のみ「心の中で特別な位置にいる人物」になる。

### 主要人物の関係者

#### 紬家
紬 圭一郎（つむぎ けいいちろう）
凛太郎と颯太郎の父で、自宅の1階にあるケーキ店「Patisserie Plain」の店主である。
自身のケーキで相手の喜ぶ顔を見ることを大切にしているため、仕事を辞めようと思ったことがない。しかし、厨房に籠る程に没頭しているため、普段から疲労困憊（妻の杏子曰く「ケーキオタク」）であり、自宅の2階のソファまで惜しくも届かず階段で寝込むこともある。
凛太郎が誕生日の近い薫子のためにケーキ作りの指導を頼まれる。店の商品として渡す姿勢や技術を凛太郎が時に疲労困憊になるまで教え込み、皆を笑顔にできたことに安堵する。
冗談のつもりで、凛太郎への指導を厳しくする趣旨の発言をして杏子に止められたことがあったが、パティシエになりたい意向を聞いてからは厨房で職人として少々厳しく接しており、高校の卒業後には実家で働かせない方針を伝える。
紬 杏子（つむぎ きょうこ）
声 - 日笠陽子
凛太郎と颯太郎の母。気前が良く、勘が鋭い。普段から髪を一つ結びにしており、旦那の圭一郎を「圭ちゃん」と呼ぶことがある。忙しい時に凛太郎をケーキ店の手伝いに駆り出すことがある。
当初は髪を染めていなかったが、物事を諦めがちな凛太郎が中学生の時に金髪とピアスの姿になりたいことを表明したため、安心させるために率先して染める。
圭一郎のケーキの味には自信があり、いつしか店のメニューを制覇する勢いの薫子を常連客として覚え、凛太郎の顔を見て店を飛び出した彼女を味で振り向かせようと対抗心を燃やす。薫子と親しくなった凛太郎には、千鳥の学生と知った後も一度も態度を変えなかったことを指摘し、次第に凛太郎が勉強を諦めずに赤点を回避したこと、自宅でクラスメイトと親しくする様子には成長を感じて涙を流しそうになる。薫子の誕生日プレゼントに悩む凛太郎が他店のケーキの話題を出した時には、自作のケーキを勧める。
凛太郎が突然金髪をやめた時、薫子と交際していることを知らされる。彼女として自宅に呼んだ際には、凛太郎の好きなところを「誰に対しても誠実で優しいところ」と聞き、愛称として「かおちゃん」と呼ぶ。
紬 颯太郎（つむぎ そうたろう）
紬家の長男で、凛太郎より3歳年上である。彼が小学生の時の数少ない遊び相手であり、キャッチボールやゲームの相手になっている。誕生日は12月26日で、圭一郎のように何故か自宅の階段で寝込むことがある。好きなことに一直線で、高校生までは遅刻が多かった。美容師になり、金髪の凛太郎が長髪気味だった時には短髪にして気に入られる。
「お客さんを絶対笑顔で帰せる美容師」を仕事の矜持としており、朝と営業後の自主練に相当打ち込んでいたが、休みを与えられて実家に帰り、金髪をやめた凛太郎と再会する。杏子から薫子との交際を知り驚愕していたが、かつてのようにホラー映画を観ている時には雰囲気が柔らかくなったことを感じる。また、圭一郎には高校時代以来のケーキ作りを手伝わされたが、仕事について凛太郎に心配されていることを知らされる。美容室での失敗が積み重なり、自身の仕事への意志が簡単に揺らぎ悩んでいたが、その悩みこそが「仕事に真剣に向き合っている証拠」として馬鹿にせず向き合うよう諭される。
高校時代に彼女が居たためか、薫子の詳細を少しも語らない凛太郎にやきもちを妬いていた（パフェを嗜む写真を不注意で見たことはあった）が、初詣に薫子が来ていると予想して会う気満々で行き、念願の初対面が叶う。凛太郎が怒りそうな話は伏せたが、薫子と出会えたことを嬉しく思っていた。

#### 和栗家
和栗 遥介（わぐり ようすけ）
薫子と洸介の父で、四角い眼鏡を掛ける。普段から仕事で、夜の帰宅が遅い。凛太郎とは、楓子が倒れた時のお見舞いで初対面となる。
和栗家でのたこ焼きパーティー中での買い出しで、薫子が高1の時（中3の時以来）に倒れた際に凛太郎の実家のケーキ店を知り、その時に彼に励まされて持ち帰ったケーキを嬉しそうに食べたことを教える。
中学時代の薫子が突如として桔梗女子を受験したい決意や、たとえ合格しても特待生でなければ進学しない意向を汲んでおり、厳しい道を自力で切り拓いたことに呆気に取られることもあった。高3の薫子が6年生の医学部を志望していることや、親に迷惑を掛けることを相談された時、その覚悟を受け入れ承諾する。
和栗 楓子（わぐり ふうこ）
薫子と洸介の母で、昴には「おばさま」と慕われる。薫子と昴には肉巻きおにぎりをよく振る舞う。若かりし日はロングヘアーで、その後はショートボブにしている。
高2の薫子に彼氏が居ることを洸介から聞き、凛太郎にケーキのお礼をするためご飯をご馳走する。凛太郎には彼氏として挨拶され、自作のケーキに気持ちが籠っていることを認める。
体が弱く病気がちで度々倒れており、家族に心配されている。高3になった薫子らの花見が自身が倒れて中止になり、退院後には和栗家でのたこ焼きパーティーを主催する。
和栗 洸介（わぐり こうすけ）
薫子の3歳年下の弟で、好奇心旺盛な性格である。昴のことを「昴姉ちゃん」と呼ぶ。幼少期から薫子とお菓子の取り合いがあった時の絶望的な顔や、何かあった時に平気なふりをした怖い顔を知る。
高2の凛太郎が薫子の誕生日に渡したケーキを気に入り、勝手に半分も平らげる。夏の部活帰りには2人のデートを目撃し、薫子の制止を振り切り暴走してしまう。楓子に彼氏が居ることを勝手に報告し、さらに詳細を知るために凛太郎に声を掛け、和栗家での食事に招きつつ楓子に挨拶する流れを作る。食事中でも薫子を赤面させたが、その後は凛太郎にゲームで遊んでもらっていた。
普段は薫子を「口うるさい」「怒ると怖い」と思っているが、楓子の入院で自身が不安になっても笑顔を絶やさず、逆に当たってしまう自分自身を情け無く思っていた。しかし、凛太郎のお陰で普段見られない薫子の赤面や慌てた様子が見られたため、弱い部分を見せられる大切な人になるようお願いした。

#### 宇佐美家
宇佐美家の父
翔平と性格がそっくりで、家ではビールを嗜む。翔平のテストの成績が悪くても心配していない。
宇佐美家の母
短髪で、双子の空と舞を「チビ」と呼ぶ。実家での勉強会では、翔平から進路の話が出ていたか気にしていた。
心配性であり、翔平のテストの成績がいつも気掛かりだが、旦那の言う事を信用している。
宇佐美 空（うさみ そら）
翔平と年の離れた弟で、舞とは双子である。凛太郎のことは金髪の時から面識があり、舞からはゲーム機を横取りすることがある。
勉強会に来た絢斗とまどかには、ゲームで遊んでもらっていた。
宇佐美 舞（うさみ まい）
翔平と年の離れた妹で、恋バナに興味がある。髪は肩から下まで伸ばしており、額の上をヘアクリップで留めている。空との兄妹喧嘩では、思わず玩具を投げ付けることがある。
勉強会に来た薫子の髪のウェーブを真似したいと思っており、宿題を教えてもらっていた。

#### 依田家
依田家の父
メガネを掛けている。
依田家の母
警察官を退職した省吾を宥める。
依田 省吾（よりた しょうご）
長男で、左目下のほくろが特徴。絢斗とは14歳も離れており、幼少期の絢斗にとって正義感の強い人物である。絢斗が友達をいじめた小5の5人と喧嘩をした時には、喧嘩ではなく「人との向き合い方を増やすこと（対話）」を教えたが、正義感のために喧嘩っ早い性分が変わらないことは薄々感じていた。
高1の時にある女子高生が不良グループに囲まれている様子を目撃し、助けようと正当防衛を理由に反撃を試みるが、居合わせた警察官に止められる。
その一件を切っ掛けに警察官になったが、職務に心が折れて突然退職してしまう。職務中の現場で目を輝かせていた絢斗に「情けないところを見せた」と涙ながらに親に打ち明けていたが、進路で悩む高2の絢斗には退職を後悔していないことを告げる。
千鳥の卒業生で、約10年前に桔梗女子のカーテンが閉まっていなかったらしいことや、両者の仲の悪さを感じることもなかったことを知る。
依田 律樹（よりた りつき）
次男で、幼少期は斗真と喧嘩になりやすかった。
依田 斗真（よりた とうま）
三男で、メガネを掛けている。

#### 夏沢家
夏沢 澪（なつさわ みお）
朔の3歳年下の妹。ショートヘアの明るい性格で、飼い犬の「きなこ」の散歩によく行っている。
昔から朔について「友達をなかなか作れない」と思っており、高1の凛太郎らを自宅に勉強会で呼んだ時のように交友関係を根掘り葉掘り聞く癖がある。胸ぐらを掴まれることもある朔は、説明を毎回面倒に感じている。高2の朔の誕生日会に薫子と昴が加わった時も同様だった（桔梗女子であることは流石に伏せた）が、2人と仲良くなろうとしており、彼女ができることを期待している。

### 千鳥高校

#### 凛太郎らのクラスメイト
須藤 海人（すどう かいと）、高橋 友誠（たかはし ゆうせい）、宍戸 俊也（ししど しゅんや）、矢次 陸（やつぎ りく）、大内 晶（おおうち あきら）、木村 篤（きむら あつし）、清水 宏太郎（しみず こうたろう）、古川 大河（ふるかわ たいが）、大澤 樹（おおさわ いつき）
声 - 宮﨑雅也、大塚剛央、古畑恵介、小村将、堀金蒼平、横田成吾、菊池勇成、丹羽哲士、波多野翔

#### 教員
塚田 慎（つかだ しん）
声 - 小林親弘
2年1組→3年1組の担任で、数学を担当する。愛称は「塚っちゃん」で、黒縁の四角い眼鏡を掛ける。親が教育熱心で、成績は決して良い方ではなかったが、人に教えることを得意に感じて教師になる。ただ、教師が将来の夢ではなかったため、当初は職務にため息を吐いていた。
気前が良く、教室では生徒の人気者である。赤点を取った生徒には補習を受けさせている（時期によっては夏休みの返上もある）が、その常連である凛太郎と翔平が回避したことには驚きが隠せなかった。
千草 実和（ちぐさ みわ）
茶髪のショートヘアが特徴。凛太郎らが高3の時には3年2組の担任で、現代文を担当する。授業中に薫子のことでよそ見をしがちな凛太郎や居眠り中の翔平をよく注意しており、不意打ちで距離を詰めることがある。
気が強く元気な性格だが、落ち込みやすい。凛太郎が金髪をやめた時には、恋人（薫子）の存在を薄々感じ取っていた。

### 桔梗女子高校

#### 薫子と昴のクラスメイト
沢渡 亜由美（さわたり あゆみ）
声 - 水野朔
ストレートのロングヘアーと奥二重が特徴。愛称は「あゆ」で、まどかのことは中学時代から知る。薫子と昴にはよく勉強を教えてもらう関係で、高1では特待生として浮いた印象があった薫子と親しくなろうと自ら声を掛けた。高2の夏休みは家庭教師を付けられる。
千鳥の学生を「放課後に遊んでばかり」だと思い、将来のことを考えているか疑問視していた。また、校門で凛太郎を出待ちする薫子を連れ戻し、翔平を睨んでいる。
凛太郎と薫子のデートを目撃し、千鳥と交流していることが気に入らず千紗やすずかと共に嫌な顔をしてしまう。翌日には千鳥に対する誤解を解きたい昴から顔合わせを提案され、2人と気まずくなりたくない思いで参加を率先して表明するが、行きたくない気持ちが非常に強かった。幼少期から家族の中で勉強も習い事も上手くいかず、桔梗女子で成績不振になった現実に目を背けるようになり、強い劣等感や千鳥を卑下して安心する卑屈な考えが根付いたことが原因である。
当日は終始暗い顔のまま渋々参加するが、彼らが評判通りではなかったことを突き付けられために長年の価値観やプライドが崩壊し、自棄になる。まどかに続いて謝罪する機会を逃し、薫子と昴の気持ちを踏み躙ったことを自覚しながらも苦痛に感じた本心を吐露し、皆をドン引きさせて抜け出す。
心配して追い掛けた凛太郎には「だめで姑息で嫌な人間」として自嘲気味に抜け出した理由を話すが、参加を表明した経緯を薫子から聞いており、友達を大切にする人であることに気付かれる。また、薫子には成績に嫉妬していながらも努力を認めていたことを明かすが、高校に行きたくなかった時期に「皆と仲良くする切っ掛けを作った優しい友人」として励まされ、皆には「人と人との繋ぎ役であること」の評価を初めて知り、涙ながらに我に返る。
カフェの続きとして予定に無かった焼肉には帰らず参加し、一連の言動をようやく謝罪する。朔からは「他人を知って自分が嫌になる気持ち」や「人と人を自然に繋ぐ上手さ」を理解され、千鳥への認識を改める。最終的に参加した甲斐を感じ、嫌になった自分を皆に励まされた恩を忘れないことを肝に銘じる。
高3には、もう1つレベルの高い大学を志望していることを明かす。
恋バナに多少興味があるためか、薫子をつい赤面させてしまうことがある。
柚原 まどか（ゆずはら まどか）
声 - 土屋李央
黒縁の四角い眼鏡を常用し、2つに分けた三つ編み（本来はセミロング）が特徴の桔梗女子のムードメーカーである。外出時は丸い眼鏡と一つ結びの三つ編みの場合もある。社交的かつ好奇心旺盛な明るい性格で足が速く、公園の遊具やゲームセンターで遊ぶことを好む。薫子や昴とよく勉強する仲だが、難しいことを考えるのが苦手で、試験前に勉強せずゲームをする場合もあり、学内で成績が悪い（特に古典を苦手にしている）自覚がある。恋バナに興味津々で毎回声が大きく、朔が「翔平が二人になったみたいだ」と漏らしてしまう程で、学校内では「コミュ力のバケモノ」とも呼ばれる。
千鳥の評判について何も気にしていなかったため、凛太郎と薫子のデートを目撃しても唯一嫌な顔をせず、寧ろ好意的な表情を見せていた。顔合わせを前に、桔梗女子が一方的に敵意を剥き出しにする偏見が鼻に付いていたことを明かす。また、亜由美らの嫌な顔が失礼だと感じ、2人の関係に興味津々だったため、参加を真っ先に表明する。
当日は3人が嫌な顔をしたことを率先して謝罪し、千紗とすずかにも促す。千鳥の文化祭の映像欲しさに翔平とは連絡先を交換し、6人のグループトークに加わる。ゲームセンターなどで皆が楽しそうにしている様子に、学校同士の溝を理由に気を使うことが無くなることを強く望む。その年の終わりには期末試験の慰労会（カラオケ）を主催し、繁忙期の凛太郎のケーキ店を手伝う。
年越し後に昴が朔と模試のために一対一で出掛けたことに驚きが隠せなかったが、朔について当たり障りなく「嬉しい」「安心する」と度々発言する「異性に特別な感情が無い様子」に違和感を感じるようになり、高3の夏の海（初の参加）では的中する。薫子の昴に対する単刀直入な質問には呆気に取られたが、自身も「昴が朔を特別扱いして気持ちが浮ついた様子」に気付いていたため、後にその趣旨を聞く。
将来何がしたいかは未定だが、高3には大学に進学してから探すことを表明している。
源 千紗（みなもと ちさ）
ショートボブが特徴。千鳥の学生を「将来のことを考えていない」と思い冷ややかだが、テーマパークに行ったことが無い（設定ではその後行った）ためか、ゲームセンターに集団で出入りする様子を目撃して何処か楽しそうに感じる。高2の夏休みは家庭教師を付けられ、ほぼ毎日勉強漬けになる。
校門での一件で、千鳥を人一倍嫌っていた昴が亜由美とすずかに凄い剣幕で詰め寄っている様子を目撃していたが、当時から一転して彼らと友達になっていることが理解できずに困惑する。まどかには偏見が「イメージだけ」だと論破されてしまった。顔合わせには渋々参加を表明したために当日は気が重かったものの、皆と打ち解ける。
恋バナによく参加しており、年越し後にはクリスマスに薫子が凛太郎に何をしたか的中させてしまう。
将来はチェリストになるため、高3には音楽大学を志望していることを明かす。昔から目標を変えておらず、その熱意は学校を休んでコンクールに行く程である。
浅倉 すずか（あさくら すずか）
声 - 下地紫野
ツインテールが特徴。千鳥の学生については「髪を染めている人が多い」という印象を抱く。校門で凛太郎を出待ちする薫子を亜由美と共に連れ戻しており、翔平の手を本気で振り払っていた。
高2の夏の勉強合宿では疲労困憊になっており、恋バナによく参加している身として薫子に彼氏が欲しいことを打ち明けている。勉強ができる薫子と昴を有望視しており、2人が千鳥と交流していることを「メリットが無い」として否定的な意見を並べていたが、まどかが嫌な顔を一切しなかったことに困惑する。
顔合わせでは亜由美と共に翔平に顔を覚えられていた（昴からは事前に参加を聞かされていた）ため、当時の一件を根に持っている可能性が頭を過ったが、逆に謝罪されたことで皆と打ち解ける。
将来は美術学部の油絵学科を志望していたが、高3では画家になっている自分が想像できず、有名な建築を見ることが好きだったため、建築学科に変える。
みく
右耳を出すアシメショートが特徴。夏の勉強合宿で、誕生日の薫子の思い出作りに行きたい場所を聞かれ、何故か彼氏が欲しいことを憧れとして公言した。

#### 教員
土岐（とき）
2年A組→3年A組の担任で、右目下の泣きぼくろや下げ気味のショートボブが特徴。生徒指導も務める教師として桔梗女子の伝統や品格を重んじており、身嗜みや学業の進捗に釘を刺すことがある。
千鳥を「カーテンの向こう側」と称し、交流を慎むよう厳命する。

### Patisserie Plain の店員
井口（いぐち）
高校の時に好きな女性に5回も告白して振られた男性。当時はパティシエを目指していなかったらしく、話が長い。
柏木（かしわぎ）
一流のパティシエを目指し、彼女との結婚資金を稼ぐために働いている男性。
斉藤（さいとう）
推しのライブツアーのグッズ代を稼ぎたい女性。凛太郎には、クリスマスにお手伝いの人員を確保したことや、従業員に毎回断られていたサンタクロースの帽子をダメ元で被ってもらったことに感謝していた。
関（せき）
店内で新人の男性。仕事で落ち込んだ時に乗り越えられる方法を模索している。
真山（まやま）
ショートヘアの女性。色っぽく見られている。

### 食事処 すずめ の店員
茂（しげる）
店主で、美代子には頭が上がらない。「桑さん」とも呼ばれる。
美代子（みよこ）
気前が良いおばちゃんで、薫子を店の看板娘として慕っている。凛太郎が薫子と知り合った経緯などを聞き、良い人だと確信する。

### 皐月とその友人
菜畑 皐月（なばた さつき）
中3の1学期に凛太郎の隣だった女子。
中学時代は黒髪のショートヘアに丸眼鏡で、当時から金髪だった（周囲から「グレた」と思われていた）凛太郎と関わることが無いと思っていたが、掃除当番の時に穏やかに話して柔らかく笑う姿が忘れられなくなっていた。凛太郎からは、見た目が怖いために「人前で関わらない方がよいこと」を直接知らされ、朝の挨拶をする勇気こそ無かったが、優しい人であることを知ったために、彼について知りたい気持ちや、密かに抱いていた好意が抑えられなくなる。
受験勉強のために大切にしていた自習ノートを見つけてもらった時には、在校生が卒業式の片付けで来てしまい、負い目を感じて礼を言う機会を逃す。気持ちを伝えることができずに切歯扼腕し、ノートを捨てられないまま時が流れていた。
高校からは凛太郎を振り向かせたい一心で眼鏡を外し、髪を染めて若干外ハネ気味にする。ある日、自身についてうろ覚えだった凛太郎とは紅が丘駅で偶然再会し、一連の経緯を恋バナとして話すうちに、蘭の一言で未練が残ったままにできなくなり、聞きそびれた連絡先を交換できる可能性に縋り再び駅に行ったものの、薫子と歩いている姿を目撃してしまう。近付きにくかった凛太郎を笑顔にしている様子を見て、交際中である（出る幕が無くなった）ことや自身の失恋を確信する。お互いに面識の無い薫子を「笑顔の可愛い素敵な子」と認め、未練が無くなり晴れやかな気持ちになる。
蘭と飛鳥とは、通信アプリのグループ「焼肉食べたい（後ろにパンダの絵文字付き）」で連絡をやり取りする。
蘭（らん）
長髪でウェーブを掛けたギャル。飛鳥と一緒に居ることが多い。
飛鳥（あすか）
団子のように束ねた髪と揃えた前髪が特徴で、涙脆い。

### その他
不良
声 - 堂島颯人、町本成史
凛太郎に御用の2人組の男。1人は刈り上げを入れた茶髪で、もう1人はアッシュグレーの髪色にマッシュヘアである。ストーカー気質で、女性を我が物顔で連れ回そうとすることがある。強気な言動の割には陰に隠れることもある臆病者で、凛太郎に関するありもしない噂を流す。先輩らしき取り巻き3人を加えてグループと化すこともあり、他人に危害を加えることも厭わない。凛太郎らより年上と思われるが、経歴や名前等は5人とも不詳である。
後輩が凛太郎に浮気を原因とする口論で世話になった（実際には風貌に怖気づいて逃走した）ために、朔・翔平・絢斗に因縁を付けていたが、凛太郎を前に逃走する。別の日には凛太郎と話をした直後の薫子の腕を掴み、噂を吹き込み抵抗しているところを殴りかかったが、凛太郎が庇ったことでまたも逃走する。
それでも性懲りも無く取り巻きを3人も加えた日には、1人が昴の髪を掴む卑劣さまで見せ付けたが、凛太郎を尾行していた彼らが代わりに相手になる。最終的に、朔の嫌味に逆上して凛太郎の怪我の原因を「女（薫子）を庇って血まみれになった」とご丁寧に暴露し、挙句に「ダサい」と扱き下ろして絢斗の逆鱗に触れ、一網打尽にされる。
美佳（みか）
凛太郎と薫子が水族館でデートしている最中に迷子になった三つ編みの幼稚園児。凛太郎には「梅組のだいきくんとのデートを希望していること」などを打ち明けた。薫子の尽力で親と再会し、別れ際に2人が「お似合い」と凛太郎にこっそり告げる。
「だいきくんの笑顔を見ると嬉しくなること」を聞いた凛太郎は、薫子に恋愛感情を抱いていることに気付かされる。
ゆうすけ
声 - 小柳日菜
凛太郎が昴に連れられた喫茶店に母親（声 - 村井美里）と出入りしていた少年。玩具を拾ってもらい、昴の銀髪を褒める。榛公園では昴に話を申し込んだ凛太郎にサッカーボールをぶつけてしまったが、2人を「仲良しなお友達」だと思う。
飛鷹 怜央（ひだか れお）
朔の中3のクラスメイトで、四角い眼鏡に口元のほくろが特徴。勉強好きであり、幼少期は勉強を通して自身が成長していることが楽しかったが、次第に「人の期待に応えるだけの義務」と感じてしまう。
中学受験の失敗が原因で他人に失望されることが怖くなっていたが、中3の時は朔に試験のライバルとして勝負を挑む。以降は時に勉強を教え合う関係になり、周りに勉強を教えることもあった。好成績が原因で周囲に疎ましく思われていた朔の「成績に拘らない姿勢」に憧れ、昔のように勉強に打ち込める時間が唯一楽しく思えていた。
母の期待に応えるために1位に拘るも、朔に勝てず万年2位が続く。志望校である小手鞠高校の共通テストでは結果がC判定（これまではB判定以上）と振るわず、さらには朔に勉強好きの姿勢を否定されたことで、受験に失敗したトラウマや成績が低下したストレスを嫌味として沢山ぶつけ、口を利かなくなる。しかしながら、自身の発言で朔を遠ざけた罪悪感を抱えていた。
朔と袂を分かち小手鞠に通っていたが、高2の冬にT大学の模試に来ていた朔と思いがけず再会する。初日は話をしたがらなかったが、2日目には朔と一緒に居た昴に居場所を聞き、この時に「誠実に向き合ってくれる人」として話を勧められる。最終的に関係を壊したことを涙ながらに謝罪し、和解する。朔がT大学に進学した場合には再びライバルになることを申し込み、昴には感謝の意を彼を通じて伝えた。
Patisserie Noisetteの店主
外国人の店主で、ケーキ作りを楽しむ。忙しい時でも気になる客と会話をしたがる。
ケーキの味で悔しそうな表情をしている凛太郎が気になり、話しかける。パティシエになろうと思った深い理由が無いことを明かし、凛太郎には「ケーキ作りに悔しさを忘れないこと」を助言した。
凛太郎が金髪とピアスの姿になる切っ掛けになった人物で、自身は店でピアスを外し忘れることがある。

## 用語
教育機関
千鳥高校（ちどりこうこう）
凛太郎らが通う、馬鹿が集まる底辺男子校で、正式な表記は「都立千鳥高等学校」である。隣の桔梗女子に嫌われており、勉強ができずに遊んでばかりの不良が多いなどのイメージが独り歩きしているが、顔合わせ後に絢斗は亜由美らに「そのイメージが間違っていないこと」を告げている。
高校でありながら中学の参考書を使っていることがあり、テストで30点未満の赤点を取ると学内のスポーツ大会（スポ大）の参加資格を失う。2年から3年に進級する場合のクラス替えは行われない。
桔梗女子高校（ききょうじょしこうこう）
通称「桔梗女子」と呼ばれる由緒正しい名門のお嬢様校で、正式な表記は「私立桔梗学園女子高等学校」である。薫子が「高校から入った生徒」とされていたため、中高一貫と思われる。薫子や昴らが通い、高2の夏には勉強合宿もある。校内でのスマートフォンの使用は禁止されている。好成績を収めている生徒に限り、特待生として認められる（逆の剥奪も示唆されている）。
お嬢様校のためか、例によって薫子の誕生日には高級品のプレゼントやレストランの貸切の話題などが出ることや、男子との交流や外での遊びが少ない趣旨の発言が見られる。
隣の千鳥高校が嫌いで常にカーテンを閉めており、教員は生徒以上に嫌っている。学生は何かしらの偏見を持つ傾向があり、凛太郎は嫌な態度を取る面々に「お嬢様のカケラも無い」と評している。
省吾が千鳥に在学していた約10年前にカーテンが閉まっていなかったらしく、両者の仲の悪さを感じることもなかったようで、不仲に至った経緯は不明である。
校舎のモデルは長野県松本深志高等学校とされている。
小手鞠高校（こでまりこうこう）
怜央が通う高校で、進学校である。かつては朔も志望していた。
T大学
怜央と昴が志望している大学で、朔は校内で進学を冗談半分に勧められている。桔梗女子からは昴以外にも模試を受ける生徒がおり、進学校の受験者ですら結果が振るわなかった趣旨の発言が見られるため、難関と思われる。
公共施設
一華公園（いちかこうえん）
薫子と昴が不良グループの襲撃から助けられたお礼を凛太郎らに述べ、図書館での一件で皆が和解した公園。その後も事ある毎によく登場する。
榛公園（はしばみこうえん）
昴が凛太郎と待ち合わせをした公園で、ゆうすけと再会した。
雲梯のある公園
名称は不明。薫子と昴の自宅から近い。幼少期の薫子と昴が遊んでいた時や、凛太郎が金髪をやめる決意を表明した時などに登場する。
衿香駅（えりかえき）
薫子の家や「食事処 すずめ」の近くにある駅。
紅が丘駅（べにがおかえき）
作中で頻繁に登場する駅。
紅が丘総合病院（べにがおかそうごうびょういん）
楓子が度々入院している病院で、凛太郎の家の最寄りである。
飲食店
食事処 すずめ
遥介の知り合いの定食屋で、看板娘の薫子が居ると満席になりやすい。
凛太郎にバイト先の場所を話していなかった薫子は、ボルダリングの帰りに通り掛かった凛太郎らにたまたま発見され、赤面して隠れてしまった。その後は美代子と共に接客している。
napori
薫子が行きたかったカフェで、凛太郎と一対一の勉強会で二度出入りしている。
Patisserie Plain
凛太郎の実家であるケーキ店で、割引デーが時々ある。
店名の「plain」は「飾り気がない」「無地」「純粋」といった意味があり、訪れた客が自然体で居られる温かい店にしたい圭一郎の意向が込められている。
Patisserie Noisette
凛太郎が小学生の時に家族で行ったケーキ店で、当時から話題になっていた。
薫子は凛太郎と来店した時に「自分を元気づけてくれるような味」と評価し、家族の分のお遣いもしている。

## 書誌情報
- 三香見サカ 『薫る花は凛と咲く』 講談社〈講談社コミックス〉、既刊18巻（2025年8月7日現在）
  1. 2022年3月9日発売[12][13]、ISBN 978-4-06-526609-0
  2. 2022年5月9日発売[14]、ISBN 978-4-06-527851-2
  3. 2022年7月8日発売[15]、ISBN 978-4-06-528386-8
  4. 2022年9月9日発売[16]、ISBN 978-4-06-529144-3
  5. 2022年11月9日発売[17]、ISBN 978-4-06-529641-7
  6. 2023年1月6日発売[18]、ISBN 978-4-06-530334-4
  7. 2023年3月9日発売[19]、ISBN 978-4-06-530959-9
  8. 2023年5月9日発売[20]、ISBN 978-4-06-531601-6
  9. 2023年8月8日発売[21]、ISBN 978-4-06-532607-7
  10. 2023年11月9日発売[22]、ISBN 978-4-06-533508-6
  11. 2024年1月9日発売[23]、ISBN 978-4-06-534168-1
  12. 2024年4月9日発売[24]、ISBN 978-4-06-535156-7
  13. 2024年7月9日発売[25]、ISBN 978-4-06-536120-7
  14. 2024年10月8日発売[26]、ISBN 978-4-06-537044-5
  15. 2025年1月8日発売[27]、ISBN 978-4-06-538053-6
  16. 2025年4月9日発売[28]、ISBN 978-4-06-539040-5
  17. 2025年6月9日発売[29]、ISBN 978-4-06-539745-9
  18. 2025年8月7日発売[30]、ISBN 978-4-06-540356-3

## ボイスコミック・PV
2022年よりマガジンチャンネルにて3話までがボイスコミックとして配信されているほか、紬凛太郎役を内田雄馬・和栗薫子役を和氣あず未がそれぞれ担当したPVが公開された。
- マガジンチャンネル - YouTubeチャンネル
  - 【ボイコミ】今一番ピュアで優しい青春学園物語。『薫る花は凛と咲く』第1話前編【無料】 - YouTube
  - 【ボイコミ】発売即重版の話題作！！『薫る花は凛と咲く』第1話後編【無料】 - YouTube
  - 【ボイコミ】魅かれた人が正反対の境遇だったとき、あなたはどうしますか？『薫る花は凛と咲く』第2話前編【無料】 - YouTube
  - 【ボイコミ】まっすぐな二人にキュン死確実！？『薫る花は凛と咲く』第2話後編【無料】 - YouTube
  - 【ボイコミ】図書館であの子に遭遇！？『薫る花は凛と咲く』第3話前編【無料】 - YouTube
  - 【ボイコミ】近づく距離に、ドキドキドキ……。『薫る花は凛と咲く』第3話後編【無料】 - YouTube
  - 【cv. 内田雄馬＆和氣あず未】『薫る花は凛と咲く』大ヒット御礼公式PV！ - YouTube

## テレビアニメ
2025年7月よりTOKYO MXほかにて放送中。

### スタッフ
- 原作 - 三香見サカ[1]
- 監督 - 黒木美幸[7]
- 准監督 - 山口智[7]
- シリーズ構成 - 山崎莉乃[7]
- シリーズ演出 - 都築遥[7]
- キャラクターデザイン・総作画監督 - 徳岡紘平[7]
- サブキャラクターデザイン・衣装デザイン - 梅下麻奈未[31]
- ケーキデザイン - 田村恭穂[31]
- プロップデザイン - 吉田優子[31]
- 美術監督 - 幸喜あすか[31]
- 美術設定 - 塩澤良憲[31]
- 色彩設計 - 横田明日香[31]
- 撮影監督 - 長瀬由起子[31]
- 3Dディレクター - 渡邉啓太[31]
- 2Dワークス - ステロタイプ
- 編集 - 新居和弘[31]
- 音響監督 - 濱野高年[31]
- 音響制作 - マジックカプセル[31]
- 音楽 - 原田萌喜[7]
- 音楽制作 - アニプレックス
- 音楽プロデューサー - 山内真治
- チーフプロデューサー - 瓜生恭子、福島祐一
- プロデューサー - 堀祥子、大和雅恵、長嶺利江子、大和田智之、小笠原由記、田中健吾
- アニメーションプロデューサー - 辻俊一
- 制作 - CloverWorks[7]
- 製作 - 「薫る花は凛と咲く」製作委員会（アニプレックス、講談社、TOKYO MX、CloverWorks、BS11、ムービック、丸井グループ）

### 主題歌
「まなざしは光」
キタニタツヤによるオープニングテーマ。作詞・作曲・編曲はTatsuya Kitani。
「ハレの日に」
汐れいらによるエンディングテーマ。作詞・作曲は汐れいら、編曲は上口浩平。

### 各話リスト
| 話数  | サブタイトル   | シナリオ   | 絵コンテ        | 演出           | 作画監督                                                       | 初放送日      |
| ----- | -------------- | ---------- | --------------- | -------------- | -------------------------------------------------------------- | ------------- |
| 第1話 | 凛太郎と薫子   | 山崎莉乃   | 黒木美幸        | 黒木美幸       | 徳岡紘平 梅下麻奈未                                            | 2025年 7月6日 |
| 第2話 | 千鳥と桔梗     | 山崎莉乃   | 都築遥          | 都築遥         | 小泉初栄 河合拓也                                              | 7月13日       |
| 第3話 | 優しい人       | 加藤穂乃伽 | 山口智          | 山口智         | 山口智                                                         | 7月20日       |
| 第4話 | 心の温度       | 山崎莉乃   | 黒木美幸        | ありもとじろう | 山名秀和 張昀 林珠銀 井嶋けい子 森藤希子                       | 7月27日       |
| 第5話 | はじまりの予感 | 山崎莉乃   | 黒木美幸 岡亮佑 | 岡亮佑         | 川﨑玲奈 山岸葵 永井里奈 日下部智津子                          | 8月3日        |
| 第6話 | 大嫌い 大好き  | 山崎莉乃   | 加藤誠          | 加藤誠         | 梅下麻奈未                                                     | 8月10日       |
| 第7話 | かっこいい男   | 山崎莉乃   | 山口智 高橋秀明 | 高橋秀明       | 山口智 川上大志 関口亮輔 林珠銀 大久保洸太郎 川口千里 吉田優子 | 8月17日       |

### 放送局
| 放送期間       | 放送時間                     | 放送局       | 対象地域   | 備考                                 |
| -------------- | ---------------------------- | ------------ | ---------- | ------------------------------------ |
| 2025年7月6日 - | 日曜 0:30 - 1:00（土曜深夜） | TOKYO MX     | 東京都     | 製作参加                             |
|                |                              | とちぎテレビ | 栃木県     |                                      |
|                |                              | 群馬テレビ   | 群馬県     |                                      |
|                |                              | BS11         | 日本全域   | 製作参加 / BS放送 / 『ANIME+』枠     |
|                | 日曜 3:08 - 3:38（土曜深夜） | 毎日放送     | 近畿広域圏 | 『アニメシャワー』第3部              |
| 2025年7月7日 - | 月曜 23:30 - 火曜 0:00       | AT-X         | 日本全域   | CS放送 / 字幕放送 / リピート放送あり |

| 配信開始日    | 配信時間                   | 配信サイト | 備考     |
| ------------- | -------------------------- | --- | -------- |
| 2025年7月6日  | 日曜 1:00（土曜深夜） 更新 | Netflix | 先行配信 |
| 2025年7月13日 |                            | ABEMA Prime Video Disney+ dアニメストア （本店・ニコニコ支店・for Prime Video） DMM TV バンダイチャンネル Hulu ニコニコチャンネル U-NEXT アニメ放題 FOD Lemino AnimeFesta アニメタイムズ |          |
|               | 日曜 19:00 - 19:30         | ニコニコ生放送 |          |
| 2025年7月14日 | 月曜 0:00 更新             | TELASA （見放題プラン） J:COM STREAM （見放題） milplus 見放題パックプライム |          |

### BD / DVD
| 巻 | 発売日             | 収録話          | 規格品番      | 規格品番      |
| 巻 | 発売日             | 収録話          | BD            | DVD           |
| -- | ------------------ | --------------- | ------------- | ------------- |
| 1  | 2025年8月27日予定  | 第1話           | ANZX-17971/2  | ANZB-17971/2  |
| 2  | 2025年9月24日予定  | 第2話 - 第3話   | ANZX-17973/4  | ANZB-17973/4  |
| 3  | 2025年10月29日予定 | 第4話 - 第5話   | ANZX-17975/6  | ANZB-17975/6  |
| 4  | 2025年11月26日予定 | 第6話 - 第7話   | ANZX-17977/8  | ANZB-17977/8  |
| 5  | 2025年12月24日予定 | 第8話 - 第9話   | ANZX-17979/80 | ANZB-17979/80 |
| 6  | 2026年1月28日予定  | 第10話 - 第11話 | ANZX-17981/2  | ANZB-17981/2  |
| 7  | 2026年2月25日予定  | 第12話 - 第13話 | ANZX-17983/4  | ANZB-17983/4  |